# Вахнівці (Вижницький район)
Ва́хнівці — село у Берегометській селищній громаді Вижницького району Чернівецької області України.

## Історія
З 24 серпня 1991 року село входить до складу незалежної України.
21 червня 2015 року у Вахнівцях парафіяни храму святого Архистратига Михаїла на загальних зборах вирішували питання про перехід парафії під юрисдикцію УПЦ КП. До цього їх підштовхули вчинки колишнього настоятеля, котрий поза храмом та під час богослужінь підтримував російську агресію. У четвер, 25 червня, звершено перше богослужіння священиками Чернівецько-Буковинської єпархії УПЦ Київського Патріархату.
У 2020 році шляхом об'єднання сільських рад, село увійшло до складу Берегометської селищної громади.

## Населення
Згідно з переписом УРСР 1989 року чисельність наявного населення села становила 286 осіб, з яких 123 чоловіки та 163 жінки.
За переписом населення України 2001 року в селі мешкало 247 осіб.

### Мова
Розподіл населення за рідною мовою за даними перепису 2001 року:
| Мова       | Кількість | Відсоток |
| ---------- | --------- | -------- |
| українська | 180       | 72.87%   |
| румунська  | 66        | 26.72%   |
| російська  | 1         | 0.41%    |
| Усього     | 247       | 100%     |